# Errion Charles
Errion Charles (Saint Vincent, 7 dicembre 1965) è un ex calciatore britannico originario di Turks e Caicos, di ruolo attaccante.